# Dioctophymatida
Dioctophymatida zijn een orde van rondwormen (Nematoda).

## Taxonomie
De volgende taxa worden bij de orde ingedeeld:
- Onderorde Dioctophymatina Skrjabin, 1927
  - Familie Dioctophymatidae Railliet, 1915
  - Familie Soboliphymatidae Petrov, 1930
    - Geslacht Soboliphyme Petrov, 1930
      - Soboliphyme abei (Asakawa et al., 1988)
      - Soboliphyme baturini Petrov, 1930
      - Soboliphyme huridiniformis Kirschenblatt, 1946
      - Soboliphyme jamesoni Read, 1952[1]
      - Soboliphyme occidentalis Ribas & Casanova, 2004[2]
      - Soboliphyme soricis Baylis & King, 1932
- Superfamilie Dioctophymoidea Castellani & Chalmers, 1910
  - = Dioctophymatoidea
  - Familie Dioctophymidae Railliet, 1915
    - Geslacht Dioctophyme Collet-Meygret, 1802
      - = Dioctophyma Railliet, 1915
      - = Dioctophyma Lamouroux, 1824
      - Dioctophyme renale (Goeze, 1782)

    - Onderfamilie Eustrongylinae Chitwood & Chitwood, 1937
      - Geslacht Eustrongylides Jägerskiöld, 1909
        - Eustrongylides excisus Jägerskiöld, 1909
        - Eustrongylides ignotus Jägerskiöld, 1909
        - Eustrongylides tubifex (Nitzsch & Rudolphi, 1819)